# 在阪テレビジョン放送局
在阪テレビジョン放送局（ざいはんテレビジョンほうそうきょく）とは、主に大阪府大阪市に本社を置くテレビ放送を行う放送局のことを指す。このうち民間放送では在京テレビ局であるキー局に次ぐ存在であることから、準キー局と呼ばれる。他の近畿地方（関西2府4県）に本社を置く地上波放送局を含む場合もある。

## 民放在阪4局or民放在阪広域局
| 局名           | 略称 | 系列                                 | 旧アナログ親局 | デジタルID | コールサイン |
| -------------- | ---- | ------------------------------------ | -------------- | ---------- | ------------ |
| 毎日放送       | MBS  | TBSテレビ（TBS・JNN）系列            | 4ch            | 同左       | JOOY-DTV     |
| 朝日放送テレビ | ABC  | テレビ朝日（EX・ANN）系列            | 6ch            | 同左       | JOAY-DTV     |
| 関西テレビ放送 | KTV  | フジテレビジョン（CX・FNN-FNS）系列  | 8ch            | 同左       | JODX-DTV     |
| 読売テレビ放送 | ytv  | 日本テレビ放送網（NTV・NNN-NNS）系列 | 10ch           | 同左       | JOIX-DTV     |

アナログ放送の親局がVHF局だった民放が4局以上であったのは、全国でも首都圏と関西圏のみである。
地上デジタル放送でのリモコンキーIDは、4局揃ってアナログチャンネルの数字をそのまま引き継ぐ形になった。他の地方（中京地方・福岡県・北海道を除く）では東京キー局に合わせる形でIDが割り当てられている地域が多いが、関西地方ではどのUHF中継局から受信してもプリセットは全局親局と同じポジションに割り当てられたり4局ともチャンネル番号をロゴマークにしたりと既存のチャンネルに対して馴染みが深い為もあり、そのままの数字のIDが割り当てられた。結果、キー局とIDを突き合わせると
- MBS 4 - TBS 6（アナログ親局）
- ABC 6 - EX 5（1桁IDを希望したため。アナログ親局10ch）
- KTV 8 - CX 8（アナログ親局）
- ytv 10 - NTV 4（アナログ親局）

となり、在阪広域局とキー局で一致したのは関西テレビとフジテレビのパターンのみで、その理由も全く同じである。
送信所・中継局数はアナログ放送では約180局を設置し、1社の民放テレビ局の置局数では最多の規模を誇っていた。また、デジタル放送でも送信所・中継局数は144局あり、1社あたりの民放テレビ局の置局数は関東広域圏の182局（在京民放キー局）、北海道の157局（テレビ北海道以外の民放4局）に次ぐ規模を誇っている（置局数は今後開局予定のものも含む）。
毎日放送と朝日放送は、1975年3月30日まではテレビのネットワーク関係がお互いに逆になっていた（毎日放送がNET〈現在のテレビ朝日〉系列に所属し、朝日放送がTBS系列に所属）。新聞社との関係から「腸捻転」ネットワークとも呼ばれ、特に朝日新聞社はこれを問題視していたため、代表取締役の広岡知男を筆頭にネットチェンジへ向けて積極的に動いていた。
このほか、放送局の沿革についてはそれぞれの項目を参照されたい。
また、在阪局の本社がある大阪市と上海市は姉妹都市関係にであることから各ニュースネットワークの上海支局は在阪4局(MBS・ABC・カンテレ・ytv)による運営となっている。

## 民放在阪5局or在阪放送局
| 局名                                                      | 略称                                                      | 系列                                           | 旧アナログ親局 | デジタルID                       | コールサイン |
| --------------------------------------------------------- | --------------------------------------------------------- | ---------------------------------------------- | -------------- | -------------------------------- | ------------ |
| 毎日放送 朝日放送テレビ 関西テレビ 読売テレビ （在阪4局） | 毎日放送 朝日放送テレビ 関西テレビ 読売テレビ （在阪4局） | （前述）                                       | （前述）       | （前述）                         | （前述）     |
| NHK大阪放送局                                             | NHK大阪放送局                                             | 総合テレビ ※大阪府域                           | 2ch            | 1                                | JOBK-DTV     |
| NHK大阪放送局                                             | NHK大阪放送局                                             | 教育テレビ ※全国放送のうち近畿2府4県が放送区域 | 12ch           | 2 ※全国共通                      | JOBB-DTV     |
| テレビ大阪                                                | TVO                                                       | テレビ東京（TX・TXN）系列                      | 19ch           | 7 ※在阪5局では唯一のキー局合わせ | JOBH-DTV     |

NHK大阪・京都・神戸・奈良・和歌山・大津（以上、大阪以外は各府県域の総合テレビのみ、全てID「1」）と在阪5局が使わないリモコンキーID「3」「5」「9」は、兵庫県のサンテレビジョンと滋賀県のびわ湖放送には「3」、京都府の京都放送（KBS京都）と和歌山県のテレビ和歌山には前述の理由で空いたANNのデフォルトID「5」、奈良県の奈良テレビ放送には「9」と、近畿総合通信局によって隣府県の独立局同士でバッティングしないようにそれぞれ割り当てられている。このため、近畿地方のテレビ局のIDは全局が「奇数IDが県域/府域局、偶数IDが広域局」となった。
毎日放送は、テレビ東京（現・テレビ東京ホールディングス）の大株主として名を連ねている。これはかつて毎日放送が1960年代後半 - 1970年代前半にかけて、経営難に苦しんでいた当時の東京12チャンネルの支援に乗り出していたことがあった名残である。TBS系列にネットチェンジするまで毎日放送はNETテレビ（現・テレビ朝日）と東京12チャンネル（現・テレビ東京）のクロスネット体制を敷き、ネットチェンジ後もテレビ大阪開局までは番組販売の形でネットを継続しており、テレビ大阪開局の支援も行った。

## 新聞社との関係
新聞社と同じ名前を付けた放送局が多い。特に朝日放送グループホールディングスは朝日新聞社の、読売テレビは読売新聞グループ本社のそれぞれ傘下企業である（新聞の名前は付いていないが、テレビ大阪も日本経済新聞社の関連企業である）。毎日放送は1977年までは毎日新聞社が筆頭株主であったが、現在は同社の「友好会社」の位置付けであり立場は対等である。また関西テレビはフジサンケイグループの資本が多く入っているが、同グループには参加していない（阪急阪神東宝グループに参加）。
毎日放送はもともと新日本放送（NJB）と称していて毎日新聞出身の高橋信三が中心となり、毎日新聞社、京阪神急行電鉄（現・阪急阪神ホールディングス）、日本電気（NEC）の合弁で設立。一方、朝日新聞社も朝日放送（現・朝日放送テレビ。ABC）の準備を東京と大阪で進めていたが実際のところ同社は放送事業には積極的ではなく、東京は他者と合弁してラジオ東京（現・TBSラジオ）を設立させその親会社の一角に加わり大阪も新日本放送に合流せずに財界を使って工作していた。これに高橋が猛反発し、新聞と同様に放送も毎日陣営と朝日陣営で競うべきだと主張した。紆余曲折の末、新日本放送と朝日放送は共に免許を取得し1951年9月1日、新日本放送が開局。11月11日、朝日放送も開局した。朝日新聞社は結局単独で放送事業を開始させたのである。
新日本放送と朝日放送による中波ラジオ放送免許の争奪戦があまりにも熾烈で悪い印象を受けたため、アナログテレビ放送免許の際は両者が合弁することになり大阪テレビ放送（OTV）を立ち上げ免許を獲得して開局した。同局は日本テレビとラジオ東京テレビ（KRT。現・TBSテレビ）の双方から番組供給を受けていたがニュースはラジオ東京テレビの物を放送し、全般的にラジオ東京テレビの番組が多く流されていた。日本テレビはこの事態を打開すべく大阪地区でも免許申請を行ったが、郵政省より“越境”を理由に却下された。日本テレビと協力関係にあった読売新聞社の務臺光雄は越境ではない、大阪の放送局を立ち上げるべく新大阪テレビ放送（NOTV）を設立。同社は免許獲得後、1958年8月の本放送開始直前に讀賣テレビ放送（ytv）に改称した。読売新聞は1874年の創刊以来長らく東京地区でのみ発行されており念願の大阪進出を1952年に大阪読売新聞を創刊する形で果たしたが、今ひとつ浸透していなかったため提携先の新大阪テレビ放送を読売テレビと改称させて関西地区での「読売」ブランド定着が採られた。
なお、これと同時期に大阪テレビ放送では毎日系が分離し新日本放送が改めてアナログテレビ放送免許を申請していた。しかし新日本放送の親会社の一つである京阪神急行電鉄が産業経済新聞社、京都新聞社、神戸新聞社、京都放送、神戸放送（現・ラジオ関西）と共に大関西テレビ放送（まもなく関西テレビ放送（KTV）に改称）を設立して放送免許を受けていたことがネックになっていた。また毎日新聞社も「テレビ大阪」の名義で放送免許の申請をして、新日本放送を牽制していた。新日本放送の高橋信三はこの事態を重く受け止め、京阪神急行電鉄との資本提携を形式的に解消して（友好関係は継続）これを裏付けるべく逆に自ら「毎日」放送と名乗り、ようやく放送免許を獲得した。
また、上述の通り関西テレビは産経・京都・神戸の三紙が設立したものであったが産経新聞創業者の前田久吉が代表取締役会長に就任し、また産経新聞自体が東京の文化放送とフジテレビジョン社長であった水野成夫に譲渡されるなどフジサンケイグループ色が強くなっていった。京都・神戸はそれぞれ独自のテレビ局を立ち上げることになり、1969年4月1日、京都放送（当時は近畿放送）がアナログテレビ放送を開局。5月1日には神戸新聞社を中心にサンテレビジョンが開局し、これと前後して白石古京（京都新聞・近畿放送〈現：京都放送〉社長）と田中寛次（神戸新聞・サンテレビ社長）が関西テレビの役員を退任した。
なお、毎日系の抜けた大阪テレビ放送は必然的に朝日系になり、1959年6月、朝日放送に合併。テレビネットワークは大阪テレビ放送を継承してラジオ東京テレビをキー局としたがこのラジオ東京（1960年に東京放送（TBS）に社名変更）はもともと毎日色が強く、結果的に毎日系になった。一方、毎日放送がキー局と定めた日本教育テレビ（NET。現・テレビ朝日）は開局当初から報道面で朝日新聞社が全面協力し経営面でも1966年より朝日系になった。この東阪間での提携新聞社の入り繰り状態が新聞社の側から見て「腸捻転」ネットワークと呼ばれ、特に朝日新聞社は朝日系テレビネットワークの形成上大きな問題となっていると見ていた。

## 出演タレントのギャラの関係
番組に出演している人気タレント・俳優・歌手の人件費（以下ギャラ）が自由に設定出来る在京放送局（キー局）と比べ、在阪放送局では出演タレントのギャラを均等に決める協定を結んでいる。毎年、各放送局の幹部がギャラに関する会議を開き、ギャラの設定調整を行っている。その為、関西を中心に活躍するタレント・芸人・俳優・歌手の年収に限界と格差が出たり、明石家さんまら関西でデビューした芸人・タレントや生瀬勝久ら関西でデビューした俳優が滅多な事がない限り大阪で仕事しない事や、ブレイクをきっかけに東京に活動拠点を変えているタレント・芸人・俳優・歌手がなかなか在阪放送局の番組に出演しないのもそのシステムがあるためである（さんまの『明石家電視台』のギャラは東京の100分の1とも言われている）。また、大阪でブレイクせずに東京に進出する芸人や俳優や歌手が多いのもこのシステムが影響している。それらの背景には、番組の制作予算が少ない事や財政等が起因している為である。

## 在阪放送局制作全国ネット番組
完全に全都道府県で視聴可能となっているのはNHK大阪放送局制作番組のみである。民放はどの系列も全国全都道府県をカバーしておらず、系列空白県（クロスネット局所在地域を含む）では未ネットまたは系列外局に番販されるようになっている。
また民放については現在ゴールデン・プライムタイムの全国ネット番組はほぼ全て東京支社と在京の制作会社との共同制作を行なっており、特にゴールデン・プライム帯の全国ネット向け大阪収録番組はドラマロケや単発特番等の例外を除き『サプライズ→SUPER SURPRISE』の読売テレビ制作分（木曜→水曜）以来途絶えている。そのためスタジオ収録や大半のロケは主に東京で行なわれている（※印）。1980年代までは大阪本社のみ（または在阪の制作会社との共同制作）で制作していたため大阪本社のスタジオまたは大阪及びその周辺都市（京都・神戸など）の吉本系劇場・公会堂・ホールでの収録が多かった。他に東京都内の貸しスタジオや在京キー局のスタジオで収録される番組もあったが、1992年に関西テレビが世田谷区砧に子会社所有のレモンスタジオを取得してからは同スタジオをゴールデン・プライム帯番組の収録拠点としており、他の在阪民放に貸し出す例も出ている。最近では、一部の番組は在京キー局との共同制作で行っており、スタジオ収録やロケ収録は在京キー局が担当し、番組配信とスポンサーセールスを在阪局が担当する例もある。在阪局制作番組だが、東京収録のため自局アナウンサー（この場合出張となる）よりも在京キー局のアナウンサーが出演することもある。ただし、制作は東京で行っているものの、視聴者プレゼントの応募は大阪本社で受け付ける番組もある（ハガキでの応募が主流だった2010年代初頭までは、宛先が大阪本社の場合郵便番号が「53」または「54」で始まることが多かったため容易に判断できた）。変わったところでは、関西テレビの『三枝の愛ラブ!爆笑クリニック』が、MCを務めていた桂三枝（当時）のスケジュールに応じてレモンスタジオと大阪本社スタジオを使い分けていたという事例がある。
なお、テレビアニメに関しては草創期から在阪テレビ局（特に毎日放送・朝日放送・読売テレビ）が力を入れてきた分野であるが、バラエティ番組が大阪本社での製作が主流だった時代でも東京支社での製作がほとんどであった。
東京で制作する全国ネット番組が増える一方で、NHK大阪とテレビ大阪以外の4局が手がける土曜朝8時台のワイドショーや情報番組は全て大阪本社のスタジオからの生放送となっており、MCやゲストが関西以外を活動拠点とするタレントであっても、これらの番組のために来阪する。それ以外にも、毎年1月2日の夕方全国ネットバラエティ特番も全て在阪局が製作したものである。

この他、東京のキー局が災害などで機能を喪失した際のバックアップ機能を在阪放送局が担うことがある。日本放送協会（NHK）は災害対策基本法に基づく指定公共機関であるため、NHK放送センターが機能を喪失した場合はテレビ・ラジオの全チャンネルを大阪放送局から送出できるようになっているほか、東京にある各種設備のバックアップが大阪に用意されている。また、民放では関西テレビが同様に、フジテレビから番組の送出ができなくなった際にフジテレビの制作番組（全国ネット・関東ローカルを問わず）を関西テレビから送出する協定を結んでいる。
ここでは主な番組を記述する。

### NHK大阪放送局制作
- 連続テレビ小説 （月曜 - 金曜） - NHK放送センターと交互制作。1995年度以降は10月 - 3月を担当。
- 列島ニュース （月曜 - 金曜） - 国会中継・特設ニュース放送時、高校野球・オリンピック期間中は休止。
- うたコン（火曜） - 毎月最終週のみ。
- 歴史探偵（水曜）
- きょうの料理（金曜）
- 探検ファクトリー（土曜）

#### 特別番組
- わが心の大阪メロディー - 毎年10月下旬放送。

### 毎日放送制作
- プレバト!!（木曜）※
- スーパーアニメイズムTURBO（木曜〈金曜深夜〉）※
- サタデープラス（土曜）
- 所さんお届けモノです!（土曜）※
- 日5（日曜）※
- 日曜日の初耳学（日曜）※
- 情熱大陸（日曜）※

### 朝日放送テレビ制作
- DAIGOも台所〜きょうの献立何にする?〜（月曜 - 金曜）
- 朝だ!生です旅サラダ（土曜）
- ANiMAZiNG!!!（日曜〈土曜深夜〉）※ - 製作は朝日放送グループホールディングス子会社のABCアニメーションが担当。本局は幹事局扱い。
- プリキュアシリーズ（日曜）
- 新婚さんいらっしゃい!（日曜）
- 華丸丼と大吉麺（日曜）
- グッド!モーニング（日曜）※ - テレビ朝日・メ～テレと共同制作。
- ポツンと一軒家（日曜）※
- 日曜夜10時の連続ドラマ（日曜）

#### 特別番組
- 速報!甲子園への道 - 毎年7月下旬から全代表校が決まるまでの期間に放送。
- 熱闘甲子園 - 毎年8月の高校野球開催期間中に放送。テレビ朝日と共同製作。
- M-1グランプリ※ - 毎年12月放送。
- 芸能人格付けチェック（2023年春までは※） - 毎年1月1日と番組改編期（春・秋）に放送。2023年秋から大阪での収録に変更された。

### 関西テレビ制作
- 月曜夜10時の連続ドラマ（月曜）
- 火曜は全力!華大さんと千鳥くん（火曜）※
- 火ドラ★イレブン（火曜）※
- 土曜はナニする!?（土曜）
- Mr.サンデー（日曜） - フジテレビと共同制作。関西テレビはフジテレビとともにスポンサードセールスが担当するほか、2020年以降は新型コロナウイルス感染対策のため一部の出演者を関西テレビのスタジオから出演させる場合もあるが、実質フジテレビ主導。

#### 特別番組
- R-1グランプリ - 毎年2月下旬放送。2009年から2020年まではフジテレビと共同製作であった。
- さんまのまんま - 毎年1月2日と番組改編期などに放送。

### 読売テレビ制作
- 情報ライブ ミヤネ屋（月曜 - 金曜）
- 秘密のケンミンSHOW 極（木曜）※
- 見取り図の間取り図ミステリー（木曜）※
- 木曜ドラマ（木曜）
- サタデーLIVE ニュース ジグザグ（土曜）
- 土曜夕方5時30分のアニメ（土曜）
- 名探偵コナン（土曜）

#### 特別番組
- 鳥人間コンテスト - 毎年9月放送。
- ベストヒット歌謡祭 - 毎年11月放送。
- 超プロ野球 ULTRA - 毎年1月上旬放送。

### テレビ大阪制作
- THE フィッシング（土曜）
- 武井壮のゴルフバッグ担いでください（日曜）

## 映画製作
テレビ番組のシリーズの映画化作品には系列局キー局が製作幹事、もしくは製作委員会への参加・関与により担当する映画作品には在阪局のほか、愛知県や北海道、静岡県、宮城県、福岡県の民放系列局も関与、エンドクレジットに各局ごとのスタッフとともに名を連ねている作品が多い。
- 日本テレビの映画作品一覧
- Tv asahi movie
- TBS PICTURES
- テレビ東京の映画作品一覧
- フジテレビムービー

## 在阪放送局制作番組を中心に出演しているタレント
- 浜村淳
- キダ・タロー
- 上沼恵美子
- 月亭八方
- 月亭八光
- 円広志
- 大平サブロー
- たむらけんじ
- 海原やすよ ともこ
- ハイヒール